# Crioll de Boa Vista
El Crioll de Boa Vista és un dialecte del crioll capverdià, que pertany al grup dels criolls de Barlavento, parlat principalment a l'illa de Boa Vista.
S'estima que és parlat pel 1,13% de la població de Cap Verd, però aquest número podria ser lleugerament més gran degut a l'emigració interna a les illes, i encara més si hi afegim els parlants a comunitats d'emigrants a l'estranger.

## Característiques
Més enllà de les característiques generals dels criolls de Sotavento el crioll de Boa Vista té les següents característiques:
- L'aspecte progressiu del present és format col·locant tâ tâ abans dels verbs:tâ + tâ + V.
- En la conjugació pronominal amb la primera persona del singular dels verbs acabats en ~a, el so /ɐ/ està representat per /ɔ/. Ex.: panhó-m’ en comptes de panhâ-m’ «apanhar-me», levó-m’ en comptes de levâ-m’ «levar-me», coçó-m’ en comptes de coçâ-m’ «coçar-me».
- La e tònica és sempre oberta /ɛ/. Ex.: bucé en comptes de bocê «você», drét’ en comptes de drêt’ «bem», tchobé en comptes de tchovê «chover». La o tònica és sempre oberta /ɔ/. Ex.: bó en comptes de bô «tu», compó en comptes de compô «arranjar», tórrt’ en comptes de tôrt’ «torto».
- El so /ɾ/ a final de síl·laba està representat pel so /ʀ/. Ex.: furrtâ en comptes de furtâ «roubar», m’djérr en comptes de m’djêr «mulher», pórrt’ en comptes de pôrt’ «porto».
- El so /s/ que va evolucionar de la unió de /l/ i /s/ està representat pel so /ʀ/. Ex.: cárr en comptes de cás «quais», érr en comptes de ês «eles», quérr en comptes de quês «aqueles».
- El so /ʤ/ (derivat del portuguès antic escrit j a l'inici de paraula) està parcialment representat per /ʒ/. Ex. jantâ en comptes de djantâ «jantar», jôg’ en comptes de djôg' «jogo», però djâ «já», Djõ «João» manté el so /ʤ/.